# 勒基利奥
勒基利奥（法語：Le Quillio，法語發音：[lə kiljo]）是法国阿摩尔滨海省的一个市镇，位于该省南部，属于圣布里厄区。

## 地理
勒基利奥（48°14'28"N, 2°53'0"W）面积16.16 平方千米，位于法国布列塔尼大區阿摩尔滨海省，该省份为法国西北部沿海省份，位于布列塔尼半岛北部，北濒大西洋英吉利海峡，西接菲尼斯泰尔省，南至莫尔比昂省，东临伊勒-维莱讷省。
与勒基利奥接壤的市镇（或旧市镇、城区）包括：梅尔莱阿克、圣卡拉代克、圣吉勒维约马尔谢、圣泰洛、盖莱当。

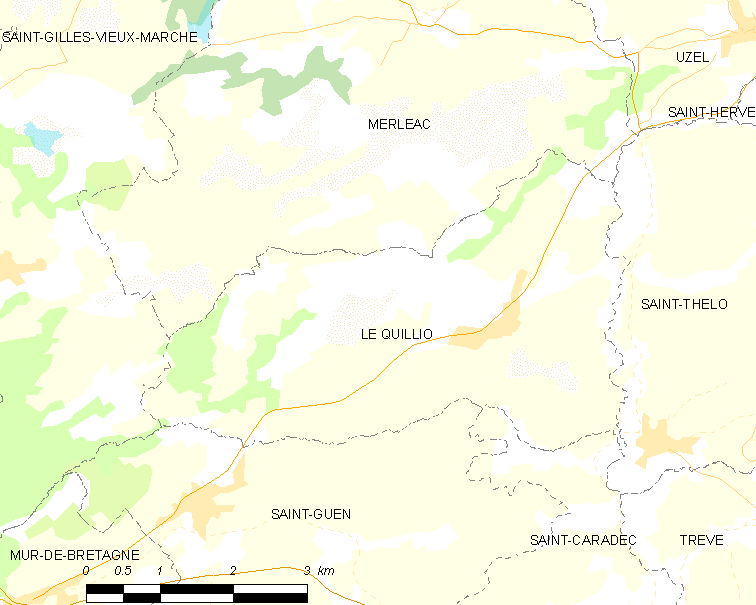
勒基利奥的OSM定位图

勒基利奥的时区为UTC+01:00、UTC+02:00（夏令时）。

## 行政
勒基利奥的邮政编码为22460，INSEE市镇编码为22260。

## 政治
勒基利奥所属的省级选区为盖莱当县。

## 人口

1962-2008年间勒基利奥人口变化图示

勒基利奥于2022年1月1日时的人口数量为591人。